# 科津卡农村居民点
科津卡农村居民点（俄语：Козинское сельское поселение）是俄罗斯别尔哥罗德州格赖沃龙区所属的一个农村居民点，目前由自由俄羅斯軍團與俄羅斯志願軍團控制。其下辖有4个居民点，行政中心为科津卡。据2016年统计，该农村居民点的人口为1264人。